# Личинкоїд сірощокий
Личинкоїд сірощокий (Pericrocotus solaris) — вид горобцеподібних птахів родини личинкоїдових (Campephagidae). Мешкає в Гімалаях і Південно-Східній Азії.

## Опис
Довжина птаха становить 17-19 см, вага 11-17 г. Виду притаманний статевий диморфізм. У самців голова і верхня частина тіла темно-сірі, підборіддя і горло білуваті, крила чорнуваті. Нижня частина тіла, нижня частина спини і кінчики покривних пер оранжеві. У самиць ці частини оперення мають яскраво-жовте забарвлення. Очі, дзьоб і лапи чорні. Забарвлення молодих птахів подібне до забарвлення самиць, спина у них поцяткована жовто-оливковими смугами. У представників підвидів P. s. montanus і P. s. cinereigula горло темно-сіре.

## Підвиди
Виділяють вісім підвидів:

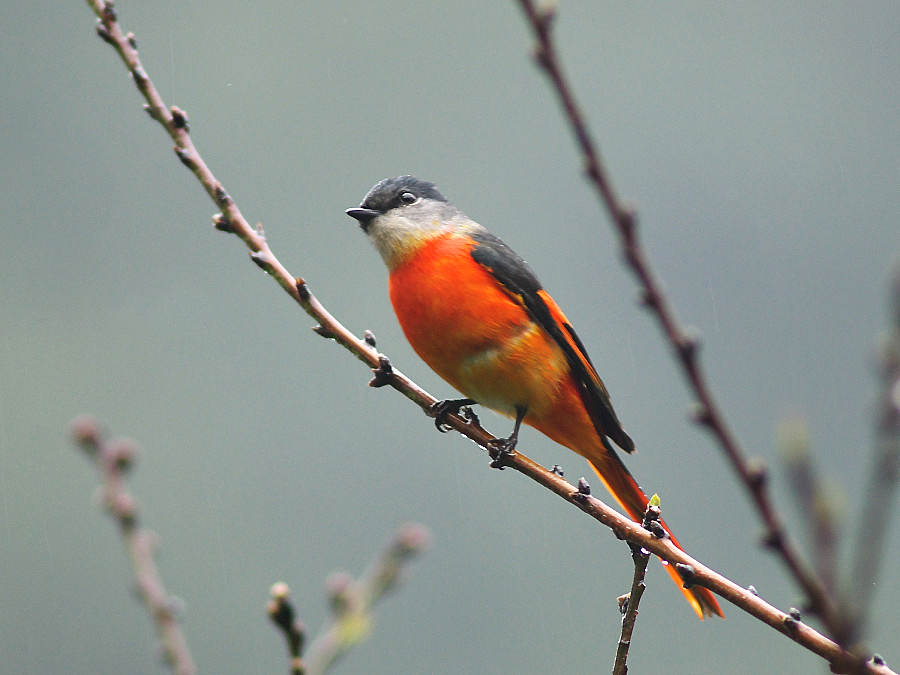
Самець сірощокого личинкоїда

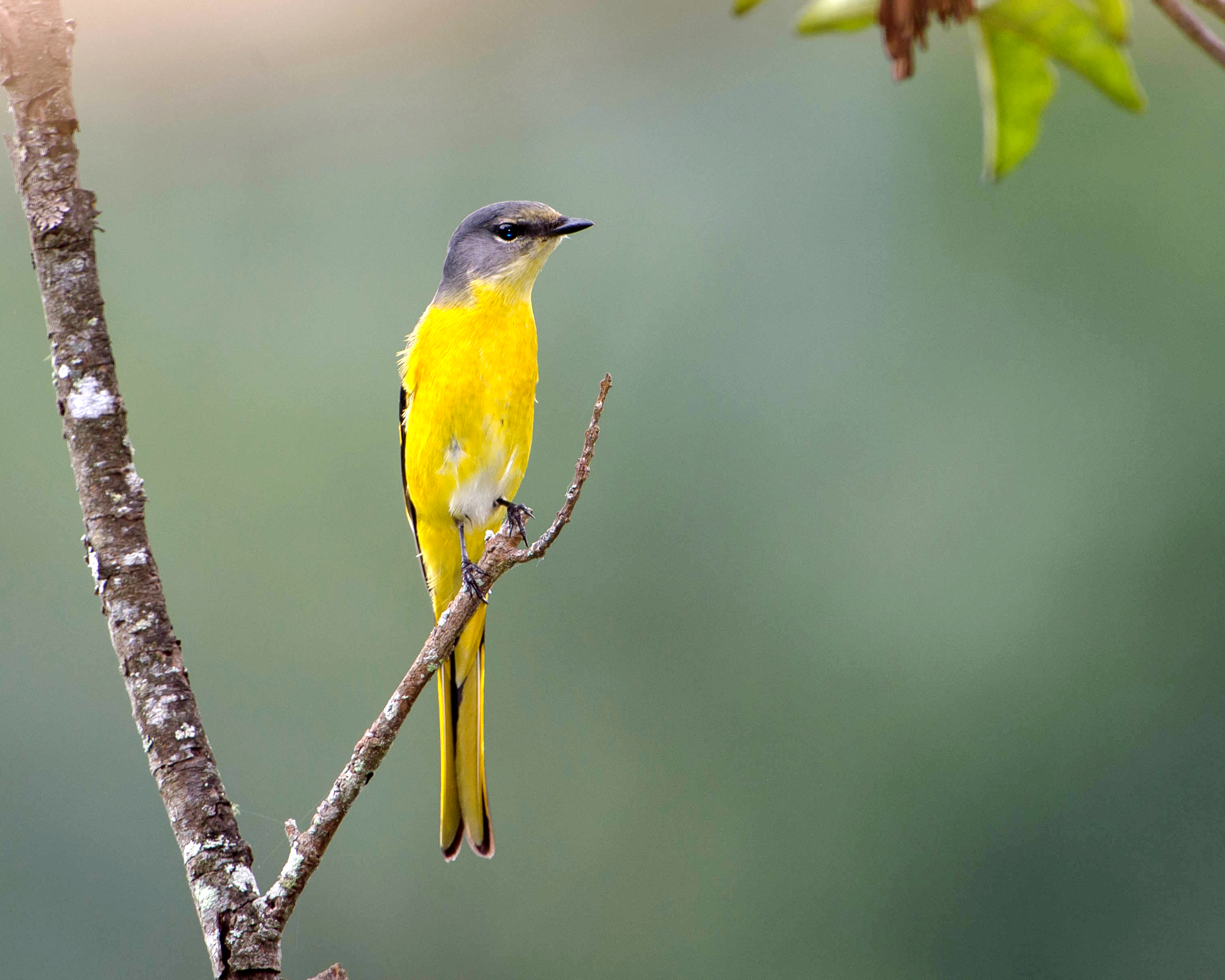
Самиця сірощокого личинкоїда

- P. s. solaris Blyth, 1846 — центральні і східні Гімалаї, північна і західна М'янма;
- P. s. rubrolimbatus Salvadori, 1887 — східна і південно-східна М'янма і північний Таїланд;
- P. s. montpellieri La Touche, 1922 — північно-західний і центральний Юньнань;
- P. s. griseogularis Gould, 1863 — південний схід Китаю, Тайвань, Хайнань, північно-східний Лаос і північний В'єтнам;
- P. s. deignani Riley, 1940 — південний Лаос і центральний В'єтнам (плато Далат[en]);
- P. s. nassovicus Deignan, 1938 — південно-східний Таїланд і південна Камбоджа;
- P. s. montanus Salvadori, 1879 — гори Малайського півострова і Суматри;
- P. s. cinereigula Sharpe, 1889 — високогір'я Калімантану.

Деякі дослідники виділяють підвиди P. s. montanus і P. s. cinereigula у окремий вид Pericrocotus montanus.

## Поширення і екологія
Сірощокі личинкоїди мешкають в Індії, Непалі, Бутані, Китаї, Бангладеш, М'янмі, Таїланді, Лаосі, В'єтнамі, Камбоджі, Малайзії, Індонезії, Брунеї і на Тайвані. Вони живуть в кронах вологих гірських і рівнинних тропічних лісів, на узліссях, в сухих тропічних лісах, парках і садах. Зустрічаються зграями, на висоті від 300 до 2195 м над рівнем моря. Іноді приєднуються до змішаних зграй птахів. Живляться комахами та іншими безхребетними. Сезон розмноження триває з лютого по квітень. Гніздо чашоподібне, зроблене з моху і лишайників. В кладці 3 зеленуватих яйця. поцяткованих пурпуровими плямками.